# Notre-Dame de Paris (téléfilm)
Pour les articles homonymes, voir Quasimodo et Notre-Dame de Paris.
Pour plus de détails, voir Fiche technique et Distribution.
Notre-Dame de Paris (The Hunchback) est un téléfilm américain réalisé par Peter Medak en 1997.

## Fiche technique
- Titre : Notre-Dame de Paris
- Titre original : The Hunchback
- Réalisateur : Peter Medak
- Scénariste : John Fasano, adaptation du roman Notre-Dame de Paris de Victor Hugo
- Producteurs : Stéphane Reichel, Gary Adelson (producteur exécutif), Craig Baumgarten (producteur exécutif), Robert Lantos (producteur exécutif), John Fasano (coproducteur), Peter Medak (coproducteur)
- Musique originale : Ed Shearmur
- Directeur de la photographie : Elemér Ragályi (hu)
- Monteur : Jay Cassidy
- Distribution des rôles : Noel Davis et Iris Grossman
- Chef décorateur : Trevor Williams
- Direction artistique : József Romvári
- Décorateur de plateau : András Maros
- Costumier : John Bloomfield
- Diffusion :  : le 15 mars 1997 sur TNT[1]

## Distribution
- Mandy Patinkin : Quasimodo
- Richard Harris : Claude Frollo
- Salma Hayek : Esméralda
- Edward Atterton : Pierre Gringoire
- Benedick Blythe : Phœbus
- Nigel Terry (VF : François Dunoyer) : Louis XI
- Jim Dale (VF : Dominique Collignon-Maurin) : Clopin Trouillefou
- Trevor Baxter : Avocat en chef
- Vernon Dobtcheff : père Michel
- Nickolas Grace (VF : Bernard Lanneau) : Julien Gauchère
- Matthew Sim : homme infirme
- Cassie Stuart : Colette
- Gabriella Fon : Anne d'Autriche